# Cubo mágico (matemáticas)

Un ejemplo de un cubo mágico de 3 × 3 × 3. En este ejemplo, ninguna rebanada es un cuadrado mágico. En este caso, el cubo se clasifica como un cubo mágico simple

En matemáticas, un cubo mágico es el equivalente tridimensional de un cuadrado mágico, es decir, un número de enteros dispuestos en un patrón de n × n × n celdas, tal que las sumas de los números en cada fila, en cada columna, en cada pilar y en cada una de las cuatro diagonales del espacio principal son iguales al mismo número, la llamada constante mágica del cubo, denotada M3(n). Se puede demostrar que si un cubo mágico consta de los números 1, 2, ..., n 3, entonces tiene una constante mágica (sucesión A027441 en OEIS):
{\displaystyle M_{3}(n)={\frac {n(n^{3}+1)}{2}}.}
Si, además, los números en cada diagonal de sección transversal también suman el número mágico del cubo, el cubo se llama un cubo mágico perfecto; de lo contrario, se llama cubo mágico semiperfecto. El número n se llama el orden del cubo mágico. Si las sumas de números de las diagonales del espacio roto de un cubo mágico también son iguales al número mágico del cubo, el cubo se llama cubo pandiagonal. 

## Definición alternativa
En los últimos años, una definición alternativa para el cubo mágico perfecto se ha ido utilizando gradualmente. Se basa en el hecho de que un cuadrado mágico pandiagonal ha sido tradicionalmente llamado perfecto, porque todas las líneas posibles suman correctamente. Este no es el caso con la definición anterior para el cubo. 

## Cubos multimágicos
Al igual que en el caso de los cuadrados mágicos, un cubo bimágico tiene la propiedad adicional de permanecer como un cubo mágico cuando todas las entradas están al cuadrado, un cubo trimágico sigue siendo un cubo mágico bajo las operaciones de cuadrar las entradas y cubicar las entradas (en  2005 solo se conocían dos ejemplos). Un cubo tetramágico sigue siendo un cubo mágico cuando las entradas son cuadradas, elevadas al cubo o elevadas a la cuarta potencia. 

## Cubos mágicos basados en cuadrados mágicos de Durero y Gaudí
Se puede construir un cubo mágico con la restricción de un cuadrado mágico dado que aparece en una de sus caras, como el cubo mágico con el cuadrado mágico de Durero, y el cubo mágico con el cuadrado mágico de Gaudí. 